# Ikue Ōtani
Ikue Ōtani (大谷 育江 Ōtani Ikue?) es una seiyū japonesa nacida el 18 de agosto de 1965 en la ciudad de Tokio. Trabaja para la compañía Mausu Promotion. Su nombre ha sido romanizado como Ikue Ohtani en varios trabajos a los que ha contribuido, siendo los más famosos de ellos los de dar voz a Chopper del anime One Piece y a Pikachu del anime Pokémon (Pocket Monsters).

## Trabajos como seiyū

### Anime
- Ashita no Nadja (Rita Rossi)
- Astro Boy 2003 (Nina)
- Bakusō Kyōdai Let's & Go!! (Jiromaru Takaba)
- Banner of the Stars (Seelnay)
- Case Closed (Mitsuhiko Tsuburaya)
- DNA² (Mashi)
- Flint the Time Detective (Obiru)
- Fukigen na Mononokean (Yahiko)
- Gulliver Boy (Edison)
- Hamtaro (Oshare-chan)
- Harukanaru Toki no Naka de (Fujihime)
- Hime-chan's Ribbon (Himeko Nonohara, Erika)
- Hunter x Hunter (2011) (Cheadle Yorkshire)
- InuYasha (Koryu)
- JoJo's Bizarre Adventure: Stardust Crusaders (Mannish Boy, Death 13)
- Juuni Senshi Bakuretsu Eto Ranger (Usaki, Butashichi)
- Kannazuki no Miko (Miyako, Saotome Makoto)
- Konjiki no Gash Bell!! (Gash Bell (episodios 1-141))
- Kujibiki Unbalance (Renko Kamishakujii)
- Martian Successor Nadesico (Yukina Shiratori)
- Monster (Eruza)
- Moonlight Mask (Yamamoto Naoto (2nd season))
- Mis vecinos los Yamada (Nonoko Yamada)
- Naruto (Konohamaru)
- Nightwalker (Guni)
- Oh My Goddess! (Sora Hasegawa)
- Ojamajo Doremi series (Hana-chan, Majo Monroe)
- One Piece (Tony Tony Chopper, Sanji (niño), Chocolat (Nami falsa))
- Onegai My Melody (Piano-chan)
- Pokémon series (Pikachu, Corsola, Mime Jr., Glameow)
- Pokémon XY (Shota)
- PoPoLoCrois (Papuu)
- Poyopoyo (Poyo)
- Sailor Moon (Sailor Tin Nyanko)
- Shadow Skill (Kyuo)
- Slayers (Kira)
- Super Doll Licca-chan (Katrina)
- Smile PreCure! (Candy)
- Tales of the Abyss (Ion, Sync, Florian)
- ToHeart (Rio Hinayama)
- Trouble Chocolate - Almond
- Tokyo Underground (Ciel Messiah)
- The Vision of Escaflowne (Merle)
- YuYu Hakusho (Masaru, Natsumiko)
- Persona 5: The Animation, (Morgana)
- Kekkai Sensen (Amagranoff Luozontam Ouv Lee Nej)

### OVA
- CB Chara Nagai Go World (Sayaka Yumi)
- Cool Devices (Kana)
- Gate Keepers 21 (Ayane Isuzu)
- Legend of the Galactic Heroes (Margaret Fuon Herukusuhaima)
- Nurse Witch Komugi (Koyori Kokubunji, Maya)
- ¡Oh, Mi Diosa! (Sora Hasegawa)
- Ojamajo Doremi series (Hana-chan, Majo Monroe)
- Twin Signal (3 volúmenes) (Signal)
- Variable Geo (Manami Kusunoki)

### Películas anime
- Detective Conan, películas (Mitsuhiko Tsuburaya)
- Konjiki no Gash Bell!!: 101 Banme no Mamono (Gash Bell)
- Konjiki no Gash Bell!!: Attack of the Mechavulcan (Gash Bell)
- Mi vecino Totoro (Girl)
- Aa! Megami-sama (Sora Hasegawa)
- Ojamajo Doremi series (Hana-chan)
- One Piece, películas (Con la excepción de la séptima) (Tony Tony Chopper)
- Pokémon, películas (Pikachu)
- The Prince of Darkness (Yukina Shiratori)
- Cinnamoroll: The Movie (Cinnamoroll)

### Videojuegos
- Brave Fencer Musashi (Topo, Jam)
- Corpse party: blood covered (Sachiko, Yoshie)
- Corpse Party: book of shadows (Sachiko, Yoshie)
- Dororo (Dororo)
- Guardian Heroes (Nicole Neil)
- Gulliver Boy (Edison)
- Gunparade March (Isizu)
- Kingdom Hearts II (Vivi Ornitier)
- Konjiki no Gash Bell!! series (Gash Bell)
- Martian Successor Nadesico (Yukina)
- Marvel vs. Capcom series (Hoover)
- Rockman DASH (Mega Man Legends) series (Data, Bon Bonne)
- Ojamajo Doremi series (Hana-chan)
- One Piece series (Tony Tony Chopper)
- Pokémon (videojuegos) (Pikachu)
- Shenmue II (Fangmei)
- Super Smash Bros. series (Pikachu)
- Tales of the Abyss (Ion, Synch, Florian)
- ToHeart (Rio Hinayama)
- Tokimeki Memorial Girl's Side (Mizuki Sudou)
- Wild Arms Alter Code: F (Jane Maxwell)
- League of Legends (Teemo)
- Persona 5 (Morgana)

### Dramas CD
- Ouran High School Host Club (Mitsukuni Haninozuka)
- Elemental Gelade (Cisqua)

### Roles de doblaje
- Alvin y las ardillas (series de TV) (Eleanor Miller)
- El Chavo del Ocho (Chilindrina)
- Animaniacs (Dot Warner)
- 44 Gatos (Pilou)
- Dumbo (Cuervo Gafas)
- ER (Wendy Goldman)
- Full House (Stephanie Tanner)
- My Little Pony: Friendship is Magic (Applebloom)
- The Little Engine That Could (Grumpella)
- The Land Before Time series (Chomper)
- El Resplandor (Danny Torrance)
- Stuart Little (George Little)
- Waterworld (Enola)
- Pucca (Pucca)
- Winx Club (Tecna)
- Los padrinos mágicos (Poof)